# Proechimys semispinosus
Proechimys semispinosus es una especie de roedor de la familia Echimyidae.

## Distribución geográfica
Se encuentra entre Honduras, Ecuador y Posiblemente el norte de Perú.